# Succulenten-Karoo
De Succulenten-Karoo is een afrotopische ecoregio die tot het bioom van de woestijnen en droge struwelen behoort. Het WWF heeft de ecoregio de code AT1322 verleend.
Er zijn meer dan 5000 hogere plantensoorten, waarvan 40% endemisch is en 18% bedreigd. Het gebied kan prat erop gaan een derde van 's werelds vetplanten te bezitten en 630 soorten geofyten.

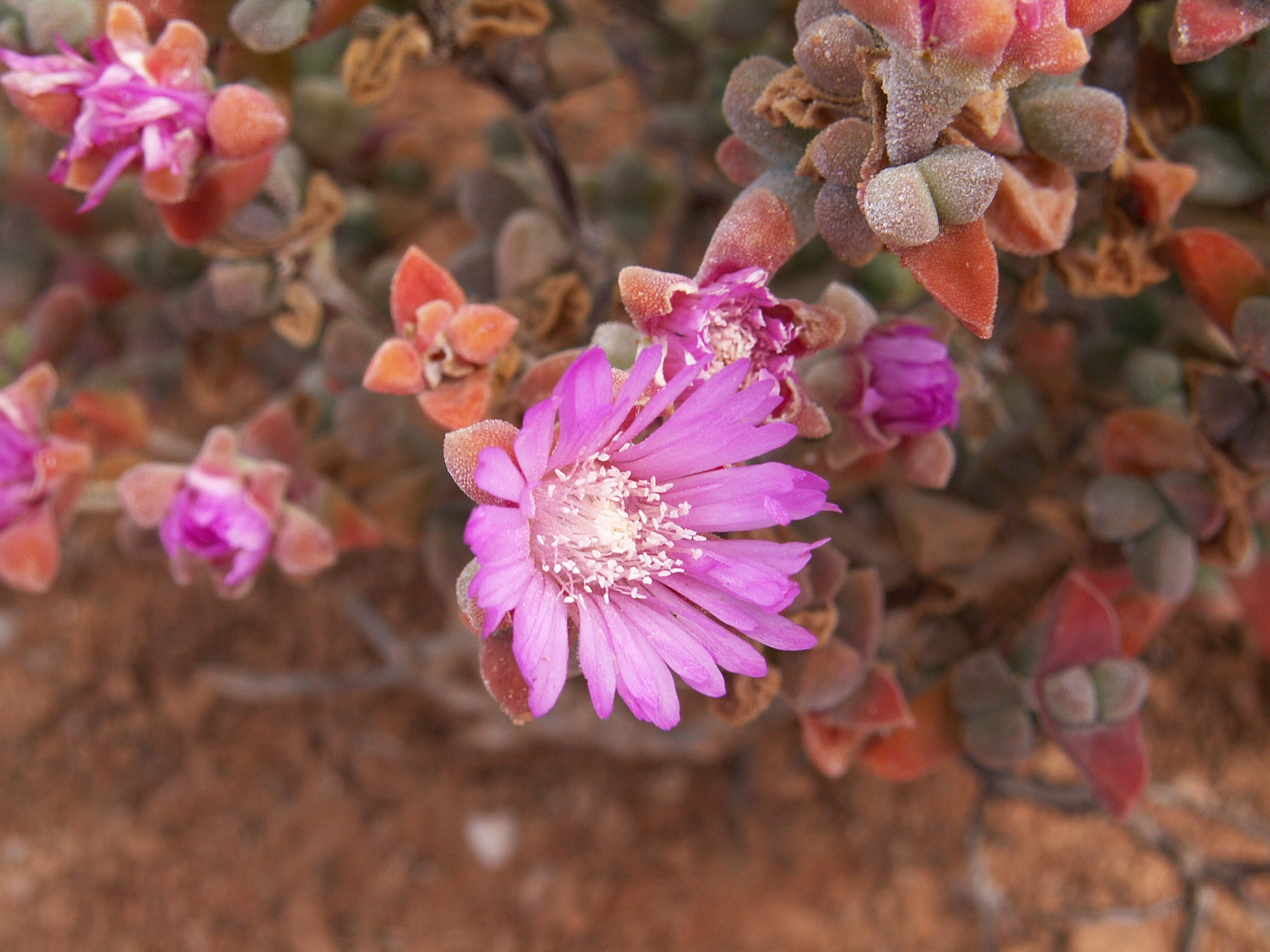
Een bloemetje op de knersvlakte

De ecoregio omvat het westelijke deel van de Karoo in Zuid-Afrika en Namibië en wordt gekenmerkt door het grote aantal soorten vetplanten dat er gedijt. De regenval varieert tussen de 20–290 mm per jaar en 's zomers zijn temperaturen boven de 40 °C niet ongewoon. Er zijn veel planten uit de Mesembryanthemaceae en Crassulaceae en in het voorjaar is de streek beroemd voor zijn bloementapijt vooral van Asteraceae. Er zijn weinig grassoorten, de meeste zijn C3-planten.
De flora van dit gebied vormt de overgang van de florarijken Capensis en Paleotropis omdat families die hier een belangrijke rol spelen als Aioazceae, Geraniaceae en Oxalidaceae ook een belangrijk onderdeel van Capensis vormen.

## Onderverdeling
Het gebied wordt onderverdeeld in twee domeinen, die ieder uit een aantal streken bestaan:
- Het Namakwaland-Namib-domein
  - Het Sperrgebiet (Namibië)
  - Het Richtersveld
  - Het Sandveld
  - De Knersvlakte
  - De Kamiesbergen
  - Het Namakwaland
- Het zuidelijk Karoo-domein
  - De Westelijke Berg-Karoo
  - De Tankwa Karoo
  - De Kleine Karoo (gedeeltelijk)

AT0115 Bergwouden · 
AT0116 Kustbossen · 
AT0119 Maputaland · 
AT0708 Kalahari bosland · 
AT0717 Bosveld · 
AT0725 Mopanebosland · 
AT1003 Hoge Drakensbergen · 
AT1004 Lage Drakensbergen

AT1009 Hogeveld · 
AT1012 Pondoland · 
AN1104 Marioneiland · 
AT1201 Zuurveld · 
AT1202 Laag fynbos · 
AT1203 Hoog fynbos · 
AT1309 Kalahari droge savanne · 
AT1314 Nama-Karoo · 
AT1322 Succulenten-Karoo · 
AT1405 Mangrovebossen